# عرض ذى مضالع (القفر)

تعديل مصدري - تعديل

عرض ذى مضالع محلة تابعة لقرية اريان، التابعة لعزلة بني سيف العالي بمديرية القفر إحدى مديريات محافظة إب في الجمهورية اليمنية، بلغ تعداد سكانها 26 حسب تعداد اليمن لعام 2004.